# Ptilinopus insolitus
Ptilinopus insolitus é uma espécie de ave da família Columbidae.
É endémica da Papua-Nova Guiné.